# Antinatalism
Antinatalismul sau antinatalitatea este o poziție filosofică care atribuie o valoare negativă nașterii.  Antinataliștii susțin că oamenii trebuie să se abțină de la procreare deoarece aceasta este un rău moral (unii recunoscând și procrearea altor ființe simțitoare ca fiind un rău moral). În scrierile științifice și în literatură, au fost prezentate diferite baze etice pentru antinatalism. Unele dintre cele mai vechi scrieri care au supraviețuit ideii că ar fi mai bine să nu te fi născut provin din Grecia antică.  Termenul „antinatalism” este în contradicție cu termenul „natalism” sau „pro-natalism” și se presupune că a fost folosit pentru prima dată de Théophile de Giraud (născut în 1968) în cartea sa L'art de guillotiner les procréateurs: Manifeste anti-nataliste.

## În religii
În învățăturile lui Buddha (circa 400 î.Hr.), printre cele ale patru adevăruri nobile și la începutul lui Mahāvagga, se interpretată de Hari Singh Gour (1870-1949) după cum urmează:  
Nevăzând suferința care apare în viață, omul naște copiii și este, prin urmare, cauza bătrâneții și a morții lor. Dacă ar realiza ceea ce va face, el s-ar opri din procrearea copiilor și ar opri efectul de îmbătrânire și moarte.
Marcioniții credeau că lumea vizibilă este o creație malefică a unui demiurg brut, crud, gelos și furios, pe nume Yahweh. Conform acestei învățături, oamenii trebuie să i se opună, să părăsească lumea, să nu creeze oameni și să se încreadă într-un zeu benevol al milei, care este străin și îndepărtat.   
Encratiții au observat că nașterea duce la moarte. Pentru a cuceri moartea, oamenii trebuie să renunțe la procreare: „să nu producă nutriție proaspătă pentru moarte”.   
Maniheiștii ,    Bogomili    și catarii    credeau că procrearea condamnă sufletul la închisoare în materie rea. Ei au văzut procrearea ca un instrument al unui zeu malefic, demiurg sau al Satanei care încarnează elementul divin în materie și astfel face ca elementul divin să sufere. 

## Teodiceea și Antropodiceea
Julio Cabrera considera problema de a fi creator în relație cu teodiceea și dezbate că, așa cum ne este imposibil să apărăm ideea unui Dumnezeu benevol ca și creator, este de asemenea imposibil să apărăm ideea unui om bun ca și creator. În paternitate, părintele uman imită părintele divin, în sensul în care educația ar putea fi înțeleasă ca o formă de căutare a „mântuirii”, „calea cea dreaptă” pentru un copil. Cu toate acestea, o ființă umană poate decide că este mai bine lipsa suferinței decât prezența ei și să ofere posibilitatea ulterioară de salvare din suferință. În opinia lui Cabrera, răul nu este asociat cu lipsa ființei, ci cu suferința și moartea celor prezenți în viață. Așadar, dimpotrivă, răul fiind asociat cu ființa.
Karim Akerma, din cauza problemei morale a omului ca creator, introduce Antropodiceea, un concept copie pentru Teodicee. El este de părere că, cu cât mai există mai puțină credință în Creatorul - Dumnezeu cel autoputernic, cu atât mai urgentă devine problema antropodității.  Akerma crede că cei care doresc să ducă o viață etică, pentru a cauza o suferință este necesară o justificare. Omul nu mai poate trimite responsabilitatea pentru suferință unei entități imaginare care să stabilescă principiile morale. Pentru Akerma, antinatalismul este o consecință a prăbușirii încercărilor teodicee și a eșecului încercărilor de a stabili o antropodicee. Potrivit lui, nu există nici o metafizică, nici o teorie morală care să justifice facerea de noi oameni și, prin urmare, antropodiceea este imposibil de apărat, precum și teodiceea. 

## Peter Wessel Zapffe
Peter Wessel Zapffe (1899-1990) privea oamenii ca un paradox biologic. Conștiința a devenit supra-evoluată în oameni, făcându-ne astfel incapabili de funcționare în mod normal precum alte animale: percepția de sine fiind peste așteptări. Slăbiciunea și insignifianța noastră în Cosmos fiind vizibile pentru noi. Vrem să trăim și, totuși, din cauza modului în care am evoluat, suntem singura specie ai cărei membri sunt conștienți că sunt destinați să moară. Suntem capabili să analizăm trecutul și viitorul, atât situația noastră cât și cea a celorlalți, să ne imaginăm suferința a miliarde de oameni (precum și a altor ființe vii) care au trăit în trecut sau astăzi și simțim compasiune pentru suferința lor. Tânjim pentru dreptate și sens într-o lume în care niciuna nu se întâmplă. Acest lucru garantează că viețile persoanelor conștiente sunt tragice. Avem dorințe - nevoi spirituale pe care realitatea este incapabilă a le satisface, iar specia noastă continuă să existe doar pentru că ne limităm conștiința la ceea ce implică realitatea respectivă. Existența umană se rezumă la o rețea întortocheată de mecanisme de apărare, care pot fi observate atât individual cât și social în comportamentul nostru de zi cu zi. Potrivit lui Zapffe, umanitatea ar trebui să înceteze această auto-înșelăciune, iar consecința naturală ar fi extincția ei prin abținerea de la procreare.   

## Etică negativă
Julio Cabrera a propus un concept de „etică negativă” în opoziție cu etica „afirmativă”, adică etică care afirmă existența.   El descrie procrearea ca manipulare, un act dăunător, trimiterea unilaterală și fără consens a unei ființe umane într-o situație imorală, dureroasă și periculoasă. Pentru Cabrera, această situație - viața umană, este „structural negativă” prin faptul că componentele ei sunt în sine adverse. Cele mai comune dintre aceste componente sunt, după părerea lui, următoarele: 
- (A) Ființa dobândită de om la naștere descreștere (sau „în scădere”), pe măsură ce începe a se sfârși de la apariția sa, urmând o direcție unică și ireversibilă de descompunere și declin, a cărui desăvârșire care poate avea loc în orice moment.
- (B) De la începutul apariției sale, ființa umană este afectată de trei tipuri de conflict: durere fizică (sub formă de boli, accidente și catastrofe la care este întotdeauna expusă); descurajare (o categorie care cuprinde fenomene cum ar fi lipsa de voință, oboseala, fără putere, senzația de a te simți fără rost, lipsa de motivație, plictiseala și depresiea); și „impediment moral”. Conform eticii negative, oamenii sunt „descurajați moral”: nu suntem capabili să acționăm moral față de toți ceilalți în toate circumstanțele. Acest impediment nu se produce din cauza unui „rău” propriu al naturii umane, ci din cauza situației structurale în care omul a fost întotdeauna. În această situație, în care oamenii sunt înconjurați de diferite tipuri de durere, spațiul pentru acțiune fiind limitat și interesele diferite sunt adesea în conflict unul cu celălalt. Nu trebuie să avem intenții rele pentru a trata pe alții cu nepăsare; suntem obligați să facem acest lucru pentru a supraviețui, pentru a urma proiectele noastre proprii și a fugi de suferință. Pentru Cabrera, impedimentul moral este cel mai rău lucru în viață și în procreare: prin procreare, cineva creează un alt om care nu va putea să trăiască moral. Cabrera de asemenea atrage atenția asupra faptului că viața este asociată cu riscul constant al unei persoane de a suferii dureri fizice, ceea ce este comun în viață( ca de exemplu din pricina unei boli grave) și susține că simpla existență a unei astfel de posibilități ne împiedică atât din punct de vedere moral cât și din cauza acesteia, putem pierde în orice moment, ca urmare a realizării sale, posibilitatea unei funcționări demne și morale, chiar și într-o măsură minimă.
- (C) Ființa umană este dotată cu mecanisme de creare a unor valori pozitive de orice natură (morală, estetică, religioasă, științifică, erotică, artistică etc.) care funcționează defensiv împotriva A și B, mecanisme pe care omul trebuie să le mențină constant active. Potrivit lui Cabrera, toate valorile pozitive care apar în viață sunt reactive și paliative; ele sunt introduse în lupta permanentă, neliniștită și incertă împotriva ființei uzate dobândită la naștere și în cele din urmă sunt înfrânte de consumul ei total. Cabrera consideră că un număr mare de oameni din întreaga lume nu pot rezista acestei lupte împotriva structurii terminale a ființei lor, ceea ce duce la consecințe distrugătoare pentru ei și pentru alții: sinucideri, boli mintale majore sau minore sau comportament agresiv. El acceptă că viața poate fi, în condiții normale și chiar în condiții anormale și dramatice, suportabilă (deși, de exemplu, poate deveni insuportabilă în fața unei boli grave sau a unei mari nedreptăți sociale) și, de asemenea, că oamenii sunt capabili prin merite și eforturi proprii - să facă viața nu numai suportabilă, ci chiar foarte plăcută (dar nu toate viețile, deoarece prețul unei vieți plăcute pentru unii poate fi și adesea este o viață neplăcută pentru alții), totuși, el consideră problematică procrearea cuiva pentru ca ei să încerce să-și facă viața plăcută luptând împotriva situației dificile și opresive în care sunt puși prin procreare. În opinia lui Cabrera, pare mai rezonabil să nu îi  punem în situația în care vor trebui să reacționeze, atunci când rezultatele sunt întotdeauna incerte. El concluzionează că: „orice ne spunem pentru a putea continua să trăim, nu are sens pentru cineva care nu există”.

Cabrera numește acest set de caracteristici A-C „terminalitatea de a fi”.
Cabrera privește procrearea ca o manipulare ontologică și totală: însăși ființa cuiva este fabricată și folosită, spre deosebire de cazurile intra-lumești în care cineva este plasat într-o situație vătămătoare, în cazul procreării neexistând nici o șansă de apărare. Potrivit lui Cabrera, manipularea în procrearea este vizibilă în primul rând în caracterul unilateral și neconsensual al actului, astfel încât procrearea să fie ca atare și în mod inevitabil asimetrică; fie că este premeditată, fie că este un produs al desconsiderării, este întotdeauna legat de interesele (sau dezinteresele) altor oameni, nu al omului creat. În plus, Cabrera subliniază că, în opinia sa, manipularea procreării nu se limitează, în general, la actul creației în sine, ci este continuată în procesul de creștere a copilului, unde ele sunt influențate în funcție de preferințele părinților și pentru satisfacția lor. El subliniază faptul că, deși nu este posibilă evitarea manipulării în timpul procreării, este perfect posibilă evitarea procreării în sine iar atunci nu este încălcată nici o regulă morală iar copilul nu este rănit în nici un fel. Potrivit lui Cabrera, în etică, inclusiv în etica afirmativă, există un concept general pe care el îl numește „Articulația etică minimală”, „AEM” (tradus anterior în engleză ca „Fundamental Ethical Articulation” și „FEA”): considerarea intereselor oamenilor, fără manipularea lor și fără sa îi rănesc. Procrearea pentru el este o încălcare evidentă a AEM.  În opinia sa, valorile incluse în AEM sunt acceptate în etica afirmativă pe scară largă, fiind chiar elementele ei de bază și, dacă sunt abordate radical, ar trebui să ducă la refuzul procreării. Cabrera distinge între „moartea structurală” („MS” sau pur și simplu mortalitate), procesul de moarte inițiat prin naștere și „moartea punctuală” („MP”), momentul în care cineva încetează să existe. În opinia sa, recunoașterea morții (în sensul MS) ca o răutate și regretul că trebuie să moară, ar trebui să fie identică cu recunoașterea nașterii ca fiind o răutate și regretul a fi născut, deoarece nu este posibil să te naști într-un mod nemuritor.

## Imperativul Kantian
Julio Cabrera, David Benatar (născut în 1966), și Karim Akerma  susțin că procrearea este contrară imperativului practic al lui Immanuel Kant (conform lui Kant,un om nu ar trebui niciodată folosit ca mijloc, dar totdeauna în același timp ca scop). Ei susțin că o persoană poate fi creată de dragul părinților sau altor oameni, dar este imposibil să creezi pe cineva pentru binele lui; și prin urmare, după recomandarea lui Kant, nu ar trebui să creăm oameni noi. Heiko Puls dezbate că considerațiile lui Kant asupra atribuțiilor părintești și procrearea umană implică, în general, argumente pentru un antinatalism justificat din punct de vedere etic. Cu toate acestea, Kant, în opinia lui Puls, respinge această poziție în teleologia sa din motive meta-etice . 

## Nu există nicio posibilitate de a obține consimțământul
Julio Cabrera, Seana Shiffrin, Gerald Harrison, Julia Tanner și Asheel Singh susțin că procrearea este problematică din punct de vedere moral din cauza imposibilității de a obține consimțământul de la omul care urmează să fie creat. 
Julio Cabrera susține că procrearea reprezintă o încălcare a autonomiei, deoarece nu suntem în stare să obținem consimțământul omului atunci când acționăm în numele lui prin procreare și că un om rațional, care are informații fiabile despre situația umană și care ar avea capacitatea de a vorbi existența sa ar putea sa nu fie de acord cu nașterea sa și experiența răurilor asociate cu existența (aceasta este o referință la un experiment de gândire propus de Richard Hare, care susține că nașterea ar fi fost, fără îndoială, aleasă). 
Seana Shiffrin enumeră patru factori care, în opinia ei, pun o problemă în justificarea prezumției de consimțământ: 
- (1) miza unui mare rău nu există dacă actiunea nu este împlinită;
- (2) dacă acțiunea este făcută, suferința persoanei create persoana poate fi foarte mare;
- (3) o persoană nu poate scăpa de condiția impusă fără piereri enorme (sinuciderea fiind adesea o opțiune fizică, emoțională și morală);
- (4) consimțământul ipotetic nu se bazează pe valorile persoanei care suporte o condiție impusă. [33]

Gerald Harrison și Julia Tanner dezbat că atunci când vrem să influențăm în mod semnificativ pe cineva prin acțiunea noastră și nu este posibil să obținem consimțământul acestuia, atunci implicit nu ar trebui să executăm o astfel de acțiune. Excepția este, potrivit lor, în acțiuni prin care vrem să împiedicăm rănirea ți mai gravă a unei persoane (de exemplu, împingând pe cineva din calea unui pian care cade). Totuși, în opinia lor, astfel de acțiuni cu siguranță nu includ și procrearea, deoarece înainte de luarea aceastei acțiuni persoana nu există.   
Asheel Singh subliniază că nu trebuie presuăunem că existență este întotdeauna un rău pentru a recunoaște antinatalismul ca o viziune corectă. În opinia sa, este suficient să credem că nu există nici un drept moral de a provoca răni severe care pot fi prevenite fără consimțământ. 

## Moartea ca urgie
Marc Larock prezintă o viziune pe care o numește „deprivaționalism”. Potrivit acesteia: 
1. Fiecare persoană are interes în achiziționarea unei noi preferințe satisfăcute.
2. De câte ori o persoană este lipsită de noua preferință satisfăcută, aceasta încalcă un interes și, astfel, cauzează rău.

Larock argumentează că, dacă o persoană este lipsită de un număr infinit de preferințe noi satisfăcute, ea suferă un număr la fel de mare de daune, iar o astfel de deprivare este moartea care rezultă din procreație. 
Toți suntem aduși în existență fără consimțământ iar în cursul vieții noastre facem cunoștință cu o sumedenie de dumnezei. Din păcate, există o limită a variațiuni de bine cu care avem de-a face în decursul vieții noastre. Într-un final fiecare dintre noi va muri și va fi permanent tăiat din perspectiva unui viitor mai bun. Existența, văzută în acest mod, pare a fi o glumă proastă.
Larock consideră că nu este corect să își neutralizeze viziunea prin a spune că moartea este de asemenea un infinit beneficiu pentru noi pentru că ne protejează de numărul infinit de preferințe frustrante noi. El propune un experiment dur în care avem doi oameni: Maria și Toma. Prima persoană, Maria, moare la 40 de ani ca rezultat al complicațiilor cauzate de o boală degenerativă. Maria ar trăi încă câtva timp, dacă nu ar exista complicațiile bolii, dar ar trăi numai în chinuri. Cea de-a doua persoană, Toma, moare la aceeași vârstă și din cauza aceleiași boli dar în cazul lui boala este într-un asemenea hal încât corpul său nu mai poate funcționa deloc. Conform lui Larock este rău când cineva ca Toma întâmpină imposibilitatea de a continua să obțină lucruri bune în viața sa; fiecare viață ajungând la o concluzie ca aceasta, dacă cineva trăiește îndeajuns de mult iar intuițiile noastre nu ne spun că este bine sau măcar neutru. Prin urmare ar trebui să respingem faptul că moartea este un beneficiu infinit pentru că credem că Toma a avut ghinion. În cazul Mariei intuiția noastră ne spune că ea a fost puțin mai norocoasă ca Toma. Ghinionul ei este micșorat de faptul că moartea a salvat-o de perspectiva reală de a trăi lucruri rele. Nu avem aceeași gândire în cazul lui Toma. În cazul lui nu a fost posibil niciun viitor rău sau bun. Larock crede că, în timp ce suntem în imposibilitatea de a trăi lucruri bune în viitor ne pare a fi un rău, simpla lipsă a posibilității logice de a experimenta lucruri rele în viitor nu pare a fi un beneficiu pentru noi. Dacă ar fi așa nu ar fi nimic ciudat în a recunoaște că Toma nu a suferit vreun ghinion. Dar el este o victimă a ghinionului, la fel ca Maria. Totuși ghinionul Mariei nu pare a fi la fel de mare pentru că moartea ei împiedică suferința. Larock este de părere că majoritatea oamenilor vor vedea ambele cazuri în acest mod. Din această concluzie ar trebui să rezulte că de fapt oamenii recunosc că există o asimetrie între daunele și beneficiile cauzate de moarte.
Larock rezumă opinia sa astfel:
Existența fiecărui pacient moral din lumea noastră se bazează pe o crudă eroare morală grosolană. După cum o văd eu, non-procrearea este cel mai bun mijloc de a corecta această greșeală.

## Utilitarism negativ
Utilitarismul negativ dezbate faptul că minimizarea suferinței are o valoare morală mai importantă decât maximizarea fericirii. 

Hermann Vetter (născut în 1933) este de acord cu ipotezele lui Jan Narveson (născut în 1936):
1. Nu există nicio obilgație morală pentru a produce un copil chiar dacă am putea să fim siguri că el va fi foarte fericit în cursul vieții sale.
2. Există o obligație morală în a nu produce un copil dacă poate fi prevăzut că acesta va fi nefericit.

 Cu toate acestea, el nu este de acord cu concluzia lui Narveson: 
1. În general - dacă nu poate fi prevăzut, pe de-o parte, că copilul va fi nefericit sau dacă va aduce dezutilitate asupra altora - nu există nicio datorie morală în a avea sau nu avea un copil.

 În schimb, el prezintă următoarea matrice teoretică de decizie: 
|                         | copilul va fi mai mult sau mai puțin fericit | copilul va fi mai mult sau mai puțin nefericit |
| ----------------------- | -------------------------------------------- | ---------------------------------------------- |
| poți produce copilului  | nici o obligație neîndeplinită sau încălcată | obligație încălcată                            |
| nu poți produce copilul | nici o obligație neîndeplinită sau încălcată | obligație îndeplinită                          |

Pe baza acestui fapt, el deduce că nu ar trebui să creăm oameni. 
Este imediat observat ca actul de a „nu produce un copil” domină actul de a „produce un copil” pentru că are consecințele bune egale cu un act pe de-o parte și consecințe mai bune decât celălalt pe de altă parte. Așadar este de preferat celălalt act în același timp încât nu se poate exclude cu certitudine posibilitatea ca copilul să fie mai mult sau mai puțin nefericit, iar aceasta nu o putem garanta. În orice caz este preferabil moral a nu produce un copil.
Karim Akerma dezbate că utilitarismul necesită ipoteze cel mai puțin metafizice și, prin urmare, este cea mai convingătoare teorie etică. El crede că utilitarismul negativ este cel mai potrivit, deoarece lucrurile bune din viață nu compensează cele rele; în primul rând, cele mai bune lucruri nu compensează cele mai grave lucruri, cum ar fi, spre exemplu, experiențele unei dureri teribile, agoniile răniților, bolnavilor sau celor muribunzi. În opinia sa rareori știm ce să facem pentru a face oamenii fericiți, dar știm ce să facem astfel încât oamenii să nu sufere fiind suficient ca ei să nu fie creați. Ceea ce este important pentru Akerma în etică este lupta pentru cel mai mic număr de oameni care suferă (scopul fiind ca nimeni să mai sufere), nu lupta pentru cei mai mulți oameni fericiți, ceea ce potrivit lui, are loc în detrimentul suferințelor incomensurabile.
Bruno Contestabile citează povestea „Cei care merg pe jos de la Omelas” de Ursula K. Le Guin. În această poveste, existența orașului utopic Omelas și norocul locuitorilor săi depind de suferința unui copil torturat într-un loc izolat care nu poate fi ajutat. Majoritatea acceptă această lucru și rămân în oraș, dar există și cei care nu sunt de acord, care nu doresc să participe și care  astfel „pleacă departe de Omelas”. Contestabile face o paralelă aici: pentru ca Omelas să existe, copilul trebuie torturat și, în același fel, existența lumii noastre este legată de faptul că cineva este în mod constant rănit. Conform lui Contestabile, antinataliștii pot fi văzuți la fel ca „cei care pleacă din Omelas”, care nu acceptă o astfel de lume și care nu aprobă perpetuarea ei. El pune întrebarea: este toată fericirea capabilă să compenseze pentru suferința extremă a unei singure persoane?